# Abecedni popis agnotozoa: K

### KantharellaCzaker, 1994
- Kantharella antarctica Czaker, 1994

Dicyemida → Rhombozoa → Kantharellidae

### PorodicaKantharellidaeCzaker, 1994
- Rodovi: Kantharella

Agnotozoa → Dicyemida → Rhombozoa